# Luis Arce Mosqueira
Luis Marcelo Arce Mosqueira (La Paz, Bolivia; 24 de agosto de 1992) es un ingeniero industrial boliviano e hijo mayor del presidente de Bolivia Luis Arce.

## Biografía

### Primeros años
Nació en la ciudad de La Paz un 24 de agosto de 1992. Es hijo de Luis Alberto Arce Catacora y de Jessica Graciela Mosqueira Martínez. Luego de haber salido bachiller en el año 2010, uno de los primeros trabajos que desempeñó Luis Marcelo Arce empezó en cargos bajos de la gran empresa estatal Yacimientos Petrolíferos Fiscales Bolivianos (YPFB) en el año 2011 pues cabe mencionar que siendo solamente para esa época apenas un joven de 19 años de edad, Luis Marcelo ya trabajaba en dicha empresa pública del estado boliviano. Después de graduarse ingeniero y recibirse en la maestría en Italia retorno a Bolivia a dictar clases y trabajar en proyectos estratégicos de la empresa de petróleo y gas boliviana 

### Almacenero y caso 146 llantas
Cabe mencionar que en el año 2014 el entonces todavía presidente de YPFB Carlos Villegas (1950-2015) presentó una querella ante el Ministerio Público de Bolivia denunciando la misteriosa desaparición de 146 llantas y 4 baterías UPS de los almacenes de la empresa. La fiscalía general comenzó con la investigación e implicó a Luis Marcelo Arce Mosqueira entre los investigados. Posteriormente el diputado de la oposición política Amilcar Barral se convertiría en la primera persona en hacer pública la investigación que estaba realizando la fiscalía contra el hijo mayor del entonces ministro de economía y finanzas púbicas de Bolivia Luis Arce Catacora.
Sin embargo el jurista Julio Burgos, que se desempeña como abogado defensor de Luis Marcelo Arce, declaró ante la prensa que iba a proceder a denunciar al diputado opositor Amilcar Barral por haber cometido los delitos de "difamación y calumnia" contra su cliente. Aunque a su vez, Burgos también admitió que Luis Marcelo Arce había trabajado como un "almacenero" en YPFB y que durante todo ese tiempo que estuvo ahí, su cliente ganaba un sueldo de por lo menos 3000 bolivianos (equivalente a 435 dólares) siendo este monto de dinero unas tres veces superior al salario mínimo de Bolivia de ese entonces, que era de apenas 1000 bolivianos (equivalente a 145 dólares). Tiempo después, Luis Marcelo Arce fue absuelto de la acusación pues se comprobó que en el momento en que ocurrió el hecho de robo de las 146 llantas (año 2013), Arce Mosqueira ya no trabajaba en ese puesto.
Muchos años después y según lo que relata a la prensa boliviana el diputado Amilcar Barral señala que durante un evento social público a donde había asistido y en donde casualmente también se encontraba el ministro Luis Arce acompañado de su hijo mayor, ambos decidieron acercarse a Barral y Arce le presentó a su hijo diciéndole lo siguiente:

"¡Aquí está! Él, es mi hijo al que estás acusando!"
Ministro de Economía Luis Arce Catacora (La Paz, Bolivia)

 A lo que Barral le respondió que no era él quien le acusaba sino que fue Carlos Villegas quien antes de fallecer puso la denuncia penal del robo de las 146 llantas.
La justicia de Bolivia dictó que Luis Marcelo Arce no tuvo nada que ver con la pérdida y, es más, él fue quien denunció el hecho, quedando libre de culpas en 2015.

### Becado a Italia
El 1 de septiembre de 2014, el presidente de Bolivia Evo Morales Ayma firma el decreto supremo N.º 2100 en el cual el gobierno boliviano autoriza al Ministerio de Educación y Deportes lanzar una convocatoria pública dirigida a todos los profesionales bolivianos del país que cuenten con excelencia académica  para que puedan beneficiarse con una de las "100 Becas de Estudio de Postgrado en el Extranjero" que otorga el gobierno pero con la condición de que a su retorno se integren a trabajar para el estado boliviano aplicando los conocimientos adquiridos en el extranjero. Entre los principales beneficiados se encontraba Luis Marcelo Arce, hijo del ministro Luis Arce Catacora, quien fue becado a estudiar en la Universidad de Génova en Italia.
En una entrevista realizada a Luis Marcelo Arce para la memoria institucional del ministerio de educación sobre su experiencia de estudiar en un país europeo, decía lo siguiente:

"Durante mis estudios en la Universidad de Génova realicé una pasantía en una empresa de ingeniería y construcción, con sede en la ciudad italiana de Milán pues fue una experiencia muy valiosa porque me permitió apreciar la cultura y la "productividad laboral europea". He sido parte del equipo para el proyecto EPC (Ingeniería, Procura y Construcción) en el Medio Oriente, conectándome con personas de países que lograron la industrialización exitosa de sus recursos naturales"
Luis Marcelo Arce Mosqueira.

### Caso PEQUIVEN
El 30 de enero de 2022, con documentación y audios la periodista Amalia Pando (1954) denunció ante la opinión pública de todo el país que el 27 de abril de 2021 y en un avión privado Luis Marcelo Arce Mosqueira realizó misteriosamente un viaje a la ciudad de Caracas, Venezuela para reunirse secretamente con los personeros de la dictadura venezolana de Nicolás Maduro con el único objetivo de ver la posibilidad de traspasar (entregar) la administración y comercialización de la Planta de Urea y Amoniaco de Bulo Bulo a manos de la empresa estatal Petroquímica de Venezuela (PEQUIVEN) para que sean los venezolanos los encargados de operar dicha planta industrial boliviana.
Ante dicha acusación, Luis Marcelo Arce Mosqueira recurrió el 18 de marzo de 2021 al Tribunal Nacional de Ética Periodística (TNEP) de Bolivia para denunciar a la periodista Amalia Pando por informar falsamente sobre su persona al implicarlo en una "supuesta negociación secreta a nombre del estado boliviano" con el fin de entregar la planta a un país extranjero. La demanda fue admitida el 24 de marzo de 2022 y finalmente el 25 de abril de ese mismo año las autoridades del TNEP (compuesto por su presidente José Luis Aguirre, el vocal Carlos Toranzo y la secretaria general Gabriela Orozco) dieron su veredicto final fallando a favor de Arce Mosqueira, obligando de esa manera a la periodista Amalia Pando a rectificarse y disculparse con el hijo del presidente Luis Arce Catacora.

### Caso Litio
En junio de 2022, el periódico El País de España público' una investigación sobre el papel de Marcelo Arce en la licitación y convocatoria de empresas de extraccion de litio en Bolivia. El reporte muestra una foto de Arce con ejecutivos de una empresa rusa. https://elpais.com/internacional/2022-06-07/despidos-y-sospechas-el-proceso-de-seleccion-de-las-empresas-que-explotaran-el-litio-en-bolivia.html
El diputado Héctor Arce hizo una investigación sobre el papel de Marcelo Arce en el asesoramiento a una empresa de litio de California, EEUU y sobre reuniones que tuvo con un ex-empleado de Tesla. 
https://www.opinion.com.bo/articulo/pais/arce-denuncia-que-hijo-presidente-encabezo-negociados-litio-vinculo-rusos-transnacionales-elon-musk/20230214120935897177.html
Hasta la fecha, no se ha probado ninguna de las acusaciones hacia Luis Marcelo Arce, y la justicia liberó todos los cargos por falta de pruebas y denuncias sin fundamentos.